# 藤原光房
藤原 光房（ふじわら の みつふさ）は、平安時代後期の貴族。藤原北家勧修寺流、参議・藤原為隆の三男。官位は正四位下・権右中弁。伊豆弁を号す。

## 経歴
元永3年（1120年）に正六位上で大膳亮に任ぜられた後、白河院政期末に摂津守を務める。保延4年（1138年）伊賀守の任にあった際、光房が築造した土御門殿に崇徳天皇が還御したが、わずか7ヶ月後に土御門殿は焼亡している。
その後、勘解由次官を経て、永治元年（1141年）近衛天皇の践祚に伴い、源師能とともに五位蔵人に任ぜられ、久安3年（1147年）には右少弁も兼ねて三事兼帯となったか。久安4年（1148年）左少弁、久安6年（1150年）従四位上・権右中弁、仁平元年（1151年）正四位下と近衛朝後半は弁官を務めながら順調に昇進し、近衛天皇中宮・藤原呈子にも中宮亮として仕えた。
久寿元年（1154年）11月10日に出家し、翌11日卒去。享年46。最終官位は権右中弁正四位下兼中宮亮。

## 官歴
注記のないものは『弁官補任』による。
- 時期不詳：正六位上
- 元永3年（1120年） 日付不詳：大膳亮[要出典]
- 時期不詳：従五位下
- 天治2年（1125年） 9月11日：見摂津守[1]
- 時期不詳：伊豆守。春宮大進[2]
- 保延4年（1138年） 日付不詳：見伊賀守[3]
- 時期不詳：従五位上。勘解由次官[4]
- 永治元年（1141年） 12月7日：五位蔵人、止大進[4]
- 時期不詳：正五位下
- 久安3年（1147年） 正月28日：右少弁、蔵人如元（三事兼帯[2]）
- 久安4年（1148年） 10月13日：左少弁[4]
- 久安6年（1150年） 4月28日：権右中弁。5月23日：従四位下（去正月自東三条還御四条第賞）。7月8日：従四位上（中宮入内職事賞）
- 仁平元年（1151年） 9月7日：正四位下（石清水行幸行事賞）
- 仁平2年（1152年） 10月20日：兼中宮亮（中宮・藤原呈子）
- 久寿元年（1154年） 11月10日：出家（権右中弁正四位下兼中宮亮）。11月11日：卒去

## 系譜
- 父：藤原為隆
- 母：藤原有佐の娘
- 妻：源有賢の娘
  - 男子：藤原信方
- 妻：藤原俊忠の娘
  - 男子：吉田経房（1142-1200）
  - 男子：九条光長（1144-1195）
  - 男子：隆範
- 妻：藤原為忠の娘
  - 五男：藤原定長（1149-1195）
- 妻：平親宗の娘
  - 男子：行舜
- 生母不明の子女
  - 男子：藤原為頼
  - 男子：藤原光綱
  - 男子：光慶
  - 男子：光玄
  - 男子：隆遍（1145-1206）
  - 女子：中山忠親室